# Giovanni Corbeddu Salis
Giovanni Corbeddu Salis (né en 1844 à Oliena, en Sardaigne et mort à Orgosolo, dans le Riu Monte le 3 septembre 1898) est un bandit sarde du XIXe siècle.
Surnommé Il Re della Macchia (Le roi du maquis) pour l'autorité que lui ont conféré d'autres criminels, il sévissait dans la Barbagia, dans le centre de la Sardaigne.

## Biographie
Giovanni Corbeddu Salis part se cacher dans le maquis en 1880 après avoir été accusé (à tort peut-être) du vol d'un animal. Après une longue série de crimes (entre autres l'attaque de la diligence Nuoro - Macomer), il se réfugie dans un grotte naturelle du massif du Supramonte (it) d'Oliena (grotte qui aujourd'hui porte son nom Grotta Corbeddu et qu'il est possible de visiter). Dans ce lieu, ayant abandonné toute activité criminelle, il commence à jouer un rôle de pacificateur et d'arbitre dans les litiges, en étant considéré comme un homme de grande sagesse.
En 1894 il coopère avec les autorités en tant que médiateur pour la libération de deux marchands de bois français, Louis Paty et Régis Proll, qui avaient été arrêtés dans la zone comprise entre Seulo et Aritzo. Il refuse les vingt mille lires qui lui avaient été promises comme récompense pour sa contribution,. Cependant, il obtient dix jours de permission pendant lesquels il peut revenir à Oliena et se déplacer tranquillement dans le pays,.
En 1898, il est cerné par les carabinieri sur les montagnes d'Orgosolo avec un autre fugitif, Antonio Congiu, et un jeune berger de quinze ans. Alors qu'il essaye de s'échapper, il est abattu, atteint par une balle tirée par derrière par Aventino Moretti. Le jeune berger de quinze ans est également tué, mais Congiu parvient à s'échapper. La cavale de Corbeddu a duré dix-huit ans.

## Filmographie
- Louis Van Gasteren, Corbeddu, 1975

## Source de la traduction
- (it) Cet article est partiellement ou en totalité issu de l’article de Wikipédia en italien intitulé « Giovanni Corbeddu Salis » (voir la liste des auteurs).